# Lucie-kuhlmann
Pour les articles homonymes, voir Kuhlmann.
Le lucie-kuhlmann est un cépage de raisins noirs.

## Origine et répartition géographique
Le lucie-kuhlmann est une obtention de Eugène Kuhlmann vers 1911 en croisant (Vitis riparia × Vitis rupestris) × Goldriesling dans les installations du Institut Viticole Oberlin à Colmar en Alsace et commercialisé à partir de 1921.
Le cépage est une hybride avec des parentages de Vitis vinifera, Vitis riparia et Vitis rupestris.
Des plantations sont connues au Canada (Nouvelle-Écosse, Ontario et Québec) et aux États-Unis. Le cépage n'est pas cultivé en France.
Du même croisement sont issus les cépages Maréchal Foch, Léon Millot, Maréchal Joffre, Pinard, Etoile I, Etoile II et le Triomphe d'Alsace.
Le nom du cépage a été choisi en hommage à Lucie, la femme de Kuhlmann.

## Aptitudes culturales
La maturité est de première époque précoce : 5 - 6 jours avant le chasselas.

## Potentiel technologique
Les grappes sont moyennes et longues et les baies sont de taille petite. La grappe est cylindrique et lâche. Le cépage est vigoureux mais peu productif.
Le vin rouge est très coloré utilisable dans des assemblages.

## Synonymes
Le Lucie Kuhlmann est connu sous les noms 149-1 Kuhlmann, 149-3 Kuhlmann